# Derechos extrapatrimoniales
Los derechos extrapatrimoniales son los derechos que no pueden ser considerados parte del patrimonio. No son un bien jurídico, ni siquiera la posibilidad de ser uno; en otras palabras, no tienen valor económico; no son susceptibles de ser valorados en dinero. Son la contrapartida de los derechos patrimoniales.
Los derechos extrapatrimoniales son los derechos inherentes a la persona. 